# Chiliotrichum
Chiliotrichum é um género botânico pertencente à família Asteraceae.